# Tarsavaara
Tarsavaara är en kulle i Finland.   Den ligger i den ekonomiska regionen  Östra Lapplands ekonomiska region  och landskapet Lappland, i den norra delen av landet, 700 km norr om huvudstaden Helsingfors. Toppen på Tarsavaara är 252 meter över havet.
Terrängen runt Tarsavaara är platt. Runt Tarsavaara är det mycket glesbefolkat, med 2 invånare per kvadratkilometer.